# Oporinia bellieri
Oporinia bellieri là một loài bướm đêm trong họ Geometridae.